# George Sand
George Sand, pseudonimo di Amantine (o Amandine) Aurore Lucile Dupin (Parigi, 1º luglio 1804 – Nohant-Vic, 8 giugno 1876), è stata una scrittrice e drammaturga francese.
Considerata fra le autrici più prolifiche della storia della letteratura, è autrice di numerosi romanzi, novelle e drammi teatrali; fra i suoi scritti più illustri vi sono Indiana, Lélia, Consuelo, La palude del diavolo, La piccola Fadette, François le Champi e l'autobiografia Storia della mia vita (Histoire de ma vie).
Femminista molto moderata, fu attiva nel dibattito politico e partecipò, senza assumere una posizione di primo piano, al governo provvisorio del 1848, esprimendo posizioni vicine al socialismo, da cui si allontanò alla fine della sua vita spostandosi verso il repubblicanesimo. La sua opposizione alla politica temporalista e illiberale del papato le costò la messa all'Indice di tutti i suoi scritti nel dicembre del 1863.
Sand è inoltre ricordata anche per il suo anticonformismo e per le relazioni sentimentali avute con lo scrittore Alfred de Musset e con il musicista Fryderyk Chopin.

## Biografia
(Gustave Flaubert)

### Le origini familiari

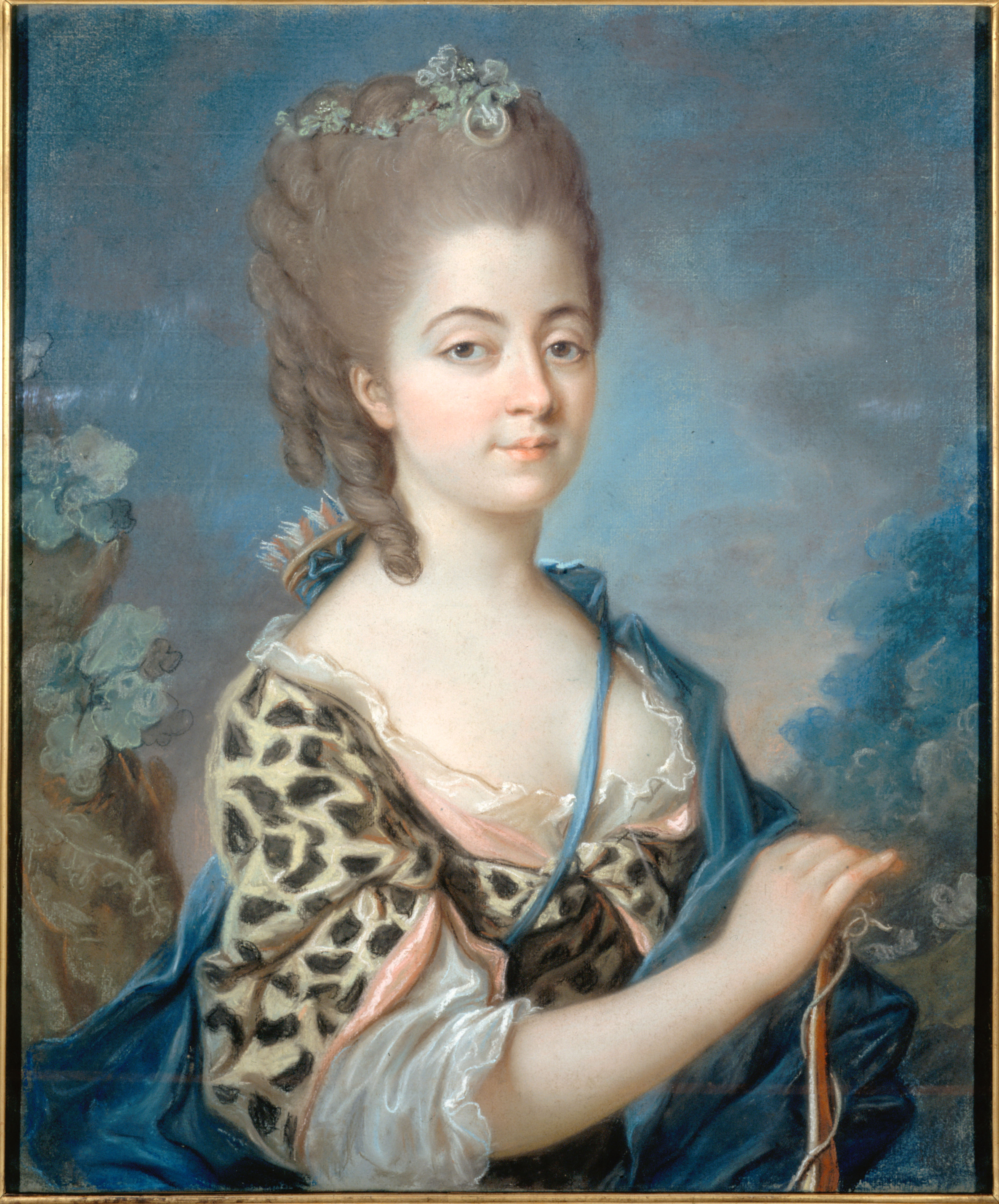
La nonna Marie-Aurore de Saxe

Aurore Dupin ebbe antenati di origini germanico-svedesi: la sua trisavola Maria Aurora di Koenigsmark aveva avuto nel 1695 una relazione con l'elettore di Sassonia Federico Augusto, che divenne poi re di Polonia con il nome di Augusto II. I due amanti si lasciarono alla nascita del figlio Maurizio (1696-1750), che fu nominato conte di Sassonia.
Questi intraprese la carriera militare servendo il padre, poi lo zar Pietro I e la Francia, divenendo maresciallo e distinguendosi nella guerra di successione austriaca, durante la quale comandò nel 1745 le truppe francesi nella vittoriosa battaglia di Fontenoy. Amante di numerose donne, sia attrici sia aristocratiche (da Adrienne Lecouvreur a Madame de la Pouplinière, da Madame de Favart ad Anna Ivanovna, futura zarina), ebbe nel 1748 una figlia dall'amante dei suoi ultimi anni, l'attrice Marie Rinteau, a cui mise nome Marie-Aurore de Saxe.
Questa, che divenne la nonna di George Sand, poté portare il nome del padre grazie a un decreto del Parlamento di Parigi. A ventinove anni sposò in seconde nozze, il 14 gennaio 1777, il sessantunenne Louis-Claude Dupin, detto Dupin de Francueil, ricchissimo ricevitore generale delle finanze di Metz e di Alsazia. Nel 1793 Marie-Aurore comprò la tenuta di Nohant-Vic, nei pressi di La Châtre, nell'Indre, comprendente un castello, un bosco e una grande estensione di terra.
Per quanto Marie-Aurore fosse una libera pensatrice e una sostenitrice delle idee di Jean-Jacques Rousseau, la sua appartenenza a una famiglia nobile la mise egualmente in sospetto durante la Rivoluzione: nel dicembre del 1793 fu arrestata e incarcerata per otto mesi nel convento parigino delle Agostiniane inglesi, la cui scuola, venti anni dopo, sarà frequentata per tre anni da sua nipote Aurore.

### La prima giovinezza

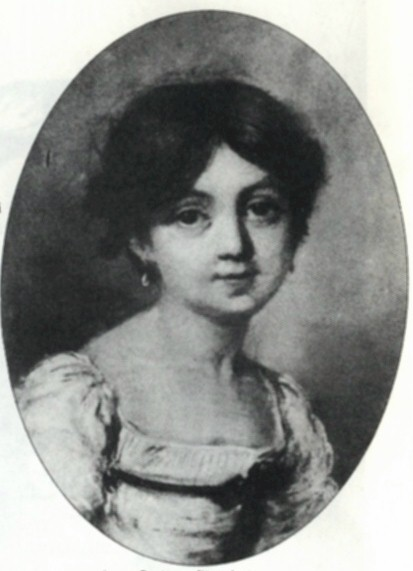
George Sand a sei anni

Il padre di Aurore, Maurice Dupin (1778-1808), seguì la carriera militare, pur avendo ricevuto un'educazione classica e pur possedendo disposizioni artistiche. Semplice soldato durante il Direttorio, ebbe nel 1799 da una delle serve di Nohant, Catherine Chatiron, un figlio naturale, Hippolyte Chatiron; Maurice fu promosso ufficiale durante la campagna d'Italia sotto Bonaparte e a Milano incontrò Sophie Victoire Antoinette Delaborde (1773-1837), la quale aveva a sua volta avuto da poco una figlia naturale, Caroline. Da allora i due vissero insieme, sposandosi il 5 giugno 1804, un mese prima che Aurore nascesse.
Maurice, aiutante di campo di Murat, quando fu impegnato dalla primavera del 1808 nella difficile campagna di Spagna, fu seguito dalla moglie che portò con sé la piccola Aurore: alloggiarono a Madrid, nel lussuoso palazzo del principe delle Asturie, che era poi lo stesso re di Spagna Ferdinando VII, appena spodestato da Napoleone. Qui la madre Sophie Victoire, il 12 giugno 1808, partorì un bambino cieco e di delicata salute, che chiamarono Auguste. L'8 settembre, quando la famiglia Dupin era al seguito delle truppe di Murat in ritirata verso la Francia, il piccolo Auguste morì: quattro giorni dopo, a Nohant, per una banale caduta da cavallo, morì anche Maurice Dupin.
La morte del marito fu un grave colpo per Sophie Victoire, che cadde in una profonda depressione, e fu probabilmente per questo motivo, oltre che per la reciproca gelosia che divideva sua madre dalla nonna, che Aurore fu trasferita nella grande proprietà posseduta da Marie-Aurore a Nohant, la quale si prese cura dell'educazione di Aurore e dove visse insieme al fratellastro Hippolyte. La madre rimase a Parigi con la figlia Caroline, vivendo con la rendita assegnatale da Madame Dupin: «Ne risultò per me un grande disprezzo per il denaro, prima ancora di sapere che cosa fosse il denaro, e una specie di vago terrore della ricchezza da cui mi sentivo come minacciata».

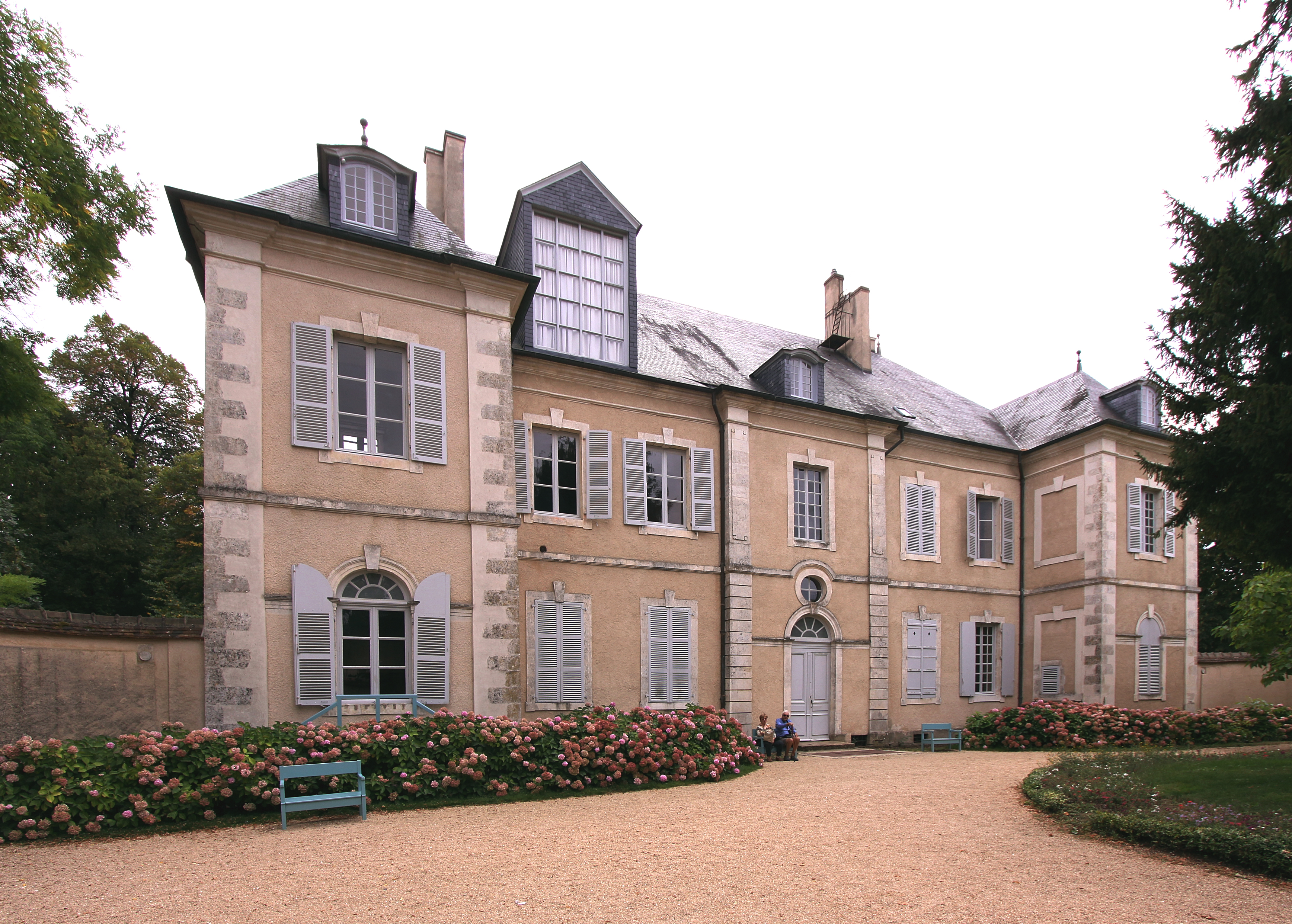
La villa di George Sand a Nohant

Il suo istitutore fu Jean-François Deschartes (1761-1828), già precettore di suo padre e amministratore della tenuta di Nohant. Oltre a insegnarle a leggere, a scrivere, l'aritmetica e la storia, le mise a disposizione la biblioteca e l'abituò a vestirsi da ragazzo, abiti più pratici per le corse nei prati, le passeggiate nei boschi e per la caccia. La nonna, che suonava bene il clavicembalo e sapeva cantare, le insegnò la musica. Con la nonna, Aurore passava anche alcuni mesi a Parigi, andando a trovare la madre e apprendendo la danza e il disegno, ma i difficili rapporti tra suocera e nuora fecero sì che questi incontri si diradassero con il tempo: «Io mi dicevo che mia madre non mi amava quanto io amavo lei; ero ingiusta in questa circostanza, ma in fondo era la rivelazione di una verità che ogni giorno che passava doveva confermare. Mia madre provava per me, come per tutti gli esseri che ella aveva amato, più passione che tenerezza».
Nel 1816 Hippolyte fu arruolato fra gli ussari: rimasta sola nel castello di Nohant, la malinconia prese Aurore che sentendo nostalgia della madre, entrò in conflitto con la nonna, la quale pensò allora che fosse venuto il momento di mettere la nipote a pensione nel convento parigino delle Agostiniane inglesi. Vi entrò il 12 gennaio 1818, «senza paura, senza rimpianti e senza ripugnanza». Qui Aurore ipotizzò di farsi suora, ma i suoi precettori compresero che si trattava soltanto di fantasie di adolescente e la nonna, venuta a conoscenza di quella che sembrava una crisi mistica della nipote, nell'aprile del 1820 decise di riportare Aurore a Nohant: «questa notizia mi cadde addosso come un colpo di fulmine, nel mezzo della più perfetta felicità che io avessi gustata nella mia vita. Il convento era divenuto il mio paradiso in terra».
Provetta cavallerizza, Aurore trascorreva a Nohant lunghe ore in sella di Colette, la sua cavalla: «Dovevamo vivere e galoppare insieme per quattordici anni». Facevano puntate nel vicino paese di La Châtre, dove ormai Aurore era guardata, tranne che alcuni amici d'infanzia, come una signorina nobile con la quale tenere rapporti di formale rispetto, con qualche mormorio di disapprovazione per la libertà, giudicata eccessiva, di cui Aurore godeva: si vestiva da uomo, fumava e si permetteva di dare del tu anche a personaggi illustri. La nonna, con l'avanzare degli anni, si stava spegnendo lentamente e un ictus la rese quasi incosciente. Madame Dupin morì il 26 dicembre 1821 e le sue ultime parole, a dire di George Sand, furono per lei: «Perdi la tua migliore amica».

### Il matrimonio

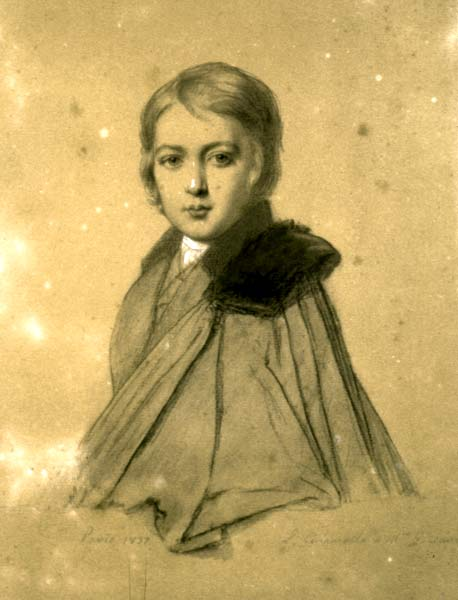
Il figlio Maurice Dudevant

Aurore era così divenuta erede della proprietà di Nohant. La madre la riportò a Parigi, nella casa di rue Neuve-des-Mathurins. L'estrema malinconia in cui era caduta la figlia convinse la madre, nella primavera del 1822, a condurla a passare alcuni mesi di vacanza nel castello di Plessis-Picard, presso Melun, tenuto da una coppia di amici, i coniugi Roëttiers. Qui Aurore fece conoscenza con il giovane barone Casimir Dudevant (1795–1871), il quale un giorno la chiese direttamente in moglie, con un gesto non conforme alle regole stabilite e che proprio per questo piacque ad Aurore: «Trovai sincerità nelle sue parole e nel suo modo di essere. Non mi parlava mai d'amore e confessò di essere poco disposto alla passione improvvisa, all'entusiasmo, e in ogni caso, era incapace di esprimerlo in maniera seducente. Parlava di amicizia a tutta prova».

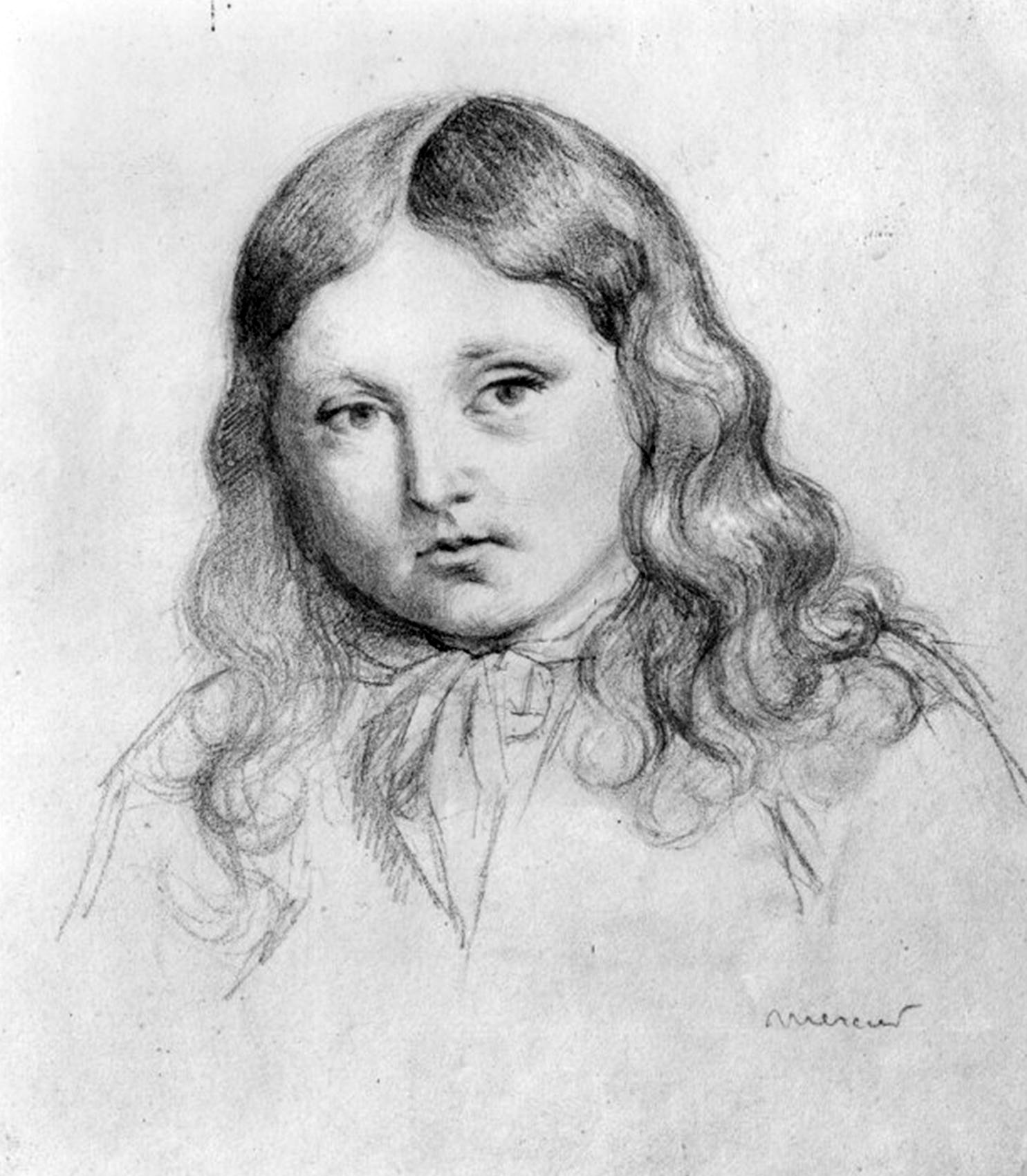
La figlia Solange

Malgrado i dubbi della madre, il matrimonio fu celebrato il 17 settembre 1822 e gli sposi si trasferirono a Nohant, dove Dudevant divenne formalmente l'amministratore della tenuta. Il barone era in realtà una persona semplice, con interessi molto diversi da quelli della giovane moglie: amava la caccia, disprezzava i libri e la musica lo annoiava profondamente. Aurore finì per sentirsi sola con il figlio Maurice, nato il 30 giugno 1823.
Nonostante dicesse di adorare il marito, Aurore si mostrava felice solo con gli amici Roëttiers, a Plessis; questa situazione venne notata anche dal barone. La giovane volle poi passare qualche settimana anche nel suo vecchio convento delle Agostiniane. In cerca di distrazioni dalla monotonia della loro vita in comune, nel 1825 i due coniugi passarono mesi in una proprietà della famiglia Dudevant in Gascogne, poi soggiornarono nei Pirenei, a Cauterets, dove Aurore conobbe Zoé Leroy, che le presentò un giovane magistrato di Bordeaux, Aurélien de Sèze (1799-1870): questi fu il primo amante di Aurore. Fu un'avventura breve, ma decisiva per le sorti del suo matrimonio. Aurore gli scriveva: «Nessuno parla come voi, nessuno ha il vostro accento, la vostra voce, il vostro sorriso, il vostro spirito, il vostro modo di guardare le cose e di esprimere le idee. Nessuno tranne me, Aurélien».
Tornati a Nohant, i coniugi stabilirono di vivere in stanze separate, ignorandosi a vicenda. Mentre Aurore riprese a frequentare i suoi vecchi amici di La Châtre, Casimir preferì la compagnia delle bottiglie di vino, dividendole con Hyppolite, il fratellastro di Aurore. Il barone passò poi a rapidi amori con le serve del castello, mentre il 13 settembre 1828 ad Aurore nasceva la seconda figlia Solange (1828-1899), quasi certamente dall'amico di La Châtre, Stéphane Ajasson de Grandsagne (1802-1845). Tuttavia Aurore desiderava cambiare vita, andando a Parigi per impegnarsi, lavorare e dare libero sfogo alla sua passione per la letteratura: nel 1829 aveva già scritto il romanzo La marraine, che ella stessa poi sconfessò e che fu pubblicato soltanto postumo. Si accordò con il marito, lasciandogli la gestione e l'usufrutto dei beni di Nohant in cambio di una rendita di 3.000 franchi, riservandosi di trascorrere metà dell'anno a Nohant con i figli Maurice e Solange.

### Da Aurore Dupin a George Sand

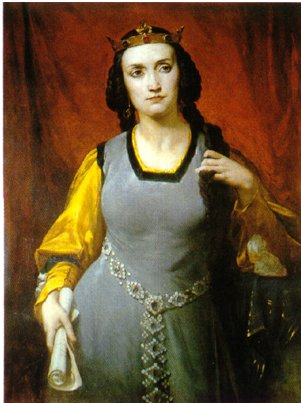
L'attrice Marie Dorval

Aurore si stabilì nel gennaio 1831 a Parigi, andando a vivere insieme con il ventenne giornalista Jules Sandeau al Quai Saint-Michel 25. Entrambi collaborarono al giornale Le Figaro, scrivendo romanzi in collaborazione e firmandoli con lo pseudonimo «Jules Sand»: i primi furono Le Commissionnaire e Rose et Blanche, uscito nel dicembre 1831. Le prime considerazioni della critica le ebbe grazie alla pubblicazione, nel maggio dell'anno seguente, del romanzo Indiana, scritto dalla sola Aurore utilizzando lo pseudonimo «George Sand»: il successo fu notevole e a Parigi s'incominciò a parlare con interesse e curiosità di questo nuovo «scrittore».
L'uso di uno pseudonimo maschile per una scrittrice non era affatto una scelta originale; ciò era dovuto alla diffidenza che il pubblico medio provava nei confronti di una donna, pregiudizialmente ritenuta, proprio in quanto tale, artista di qualità inferiore. Quanto al vestirsi da uomo, oltre a essere più economico, come ella stessa confessa nelle sue Memorie era anche un modo per poter frequentare luoghi interdetti alle donne. Non si trattava di un fenomeno di travestitismo sessuale o di un'aperta dichiarazione di lesbismo; piuttosto, rimanendo la sua identità sessuale generalmente riconosciuta, era anche un modo di manifestare la propria volontà di indipendenza da ogni pregiudizio e il rifiuto del conformismo in nome della libertà dello spirito. «Presi subito, senza tante ricerche, il nome di George […] che cos'è un nome nel nostro mondo rivoluzionato e rivoluzionario? Un numero per coloro che non fanno niente, un'insegna o una divisa per coloro che lavorano o combattono. Io me lo sono fatto da sola, con la mia fatica».
Del presunto lesbismo di George Sand si parlò, ma senza alcuna prova decisiva, a proposito della sua profonda amicizia con l'attrice Jeanne Arnould-Plessy, una delle sue coetanee più celebri e affascinanti, e della frequentazione con Marie Dorval (1798-1849), anche lei attrice e dotata di grande temperamento drammatico, fra le più apprezzate all'epoca. Di essa George Sand scriveva a un'amica: «Posso dirti che ne sono folle, senza togliere nulla alla mia tenerezza per te» e le affidò nel 1840 il ruolo da protagonista nel suo dramma Cosima ou la haine dans l'amour. La Dorval, già amante di Alfred de Vigny, si legò poi con Jules Sandeau.
Nell'aprile del 1832 George Sand, che divenne suo nome anche nella vita, portò con sé da Nohant a Parigi la figlioletta Solange. Nello stesso tempo, il rapporto con Jules Sandeau si era raffreddato: in ottobre, la Sand si trasferì in Quai Malaquais, nella cosiddetta "mansarda blu", e nel marzo 1833 formalizzò la rottura sentimentale e letteraria con Jules. Lo stesso anno uscì Lélia, che divenne il romanzo dello "scandalo", definito «abominevole» dallo scrittore Jules Janin nel Journal des Débats, in quanto tratta di una donna che si dichiara apertamente inappagata dai suoi amanti.

### Gli amori

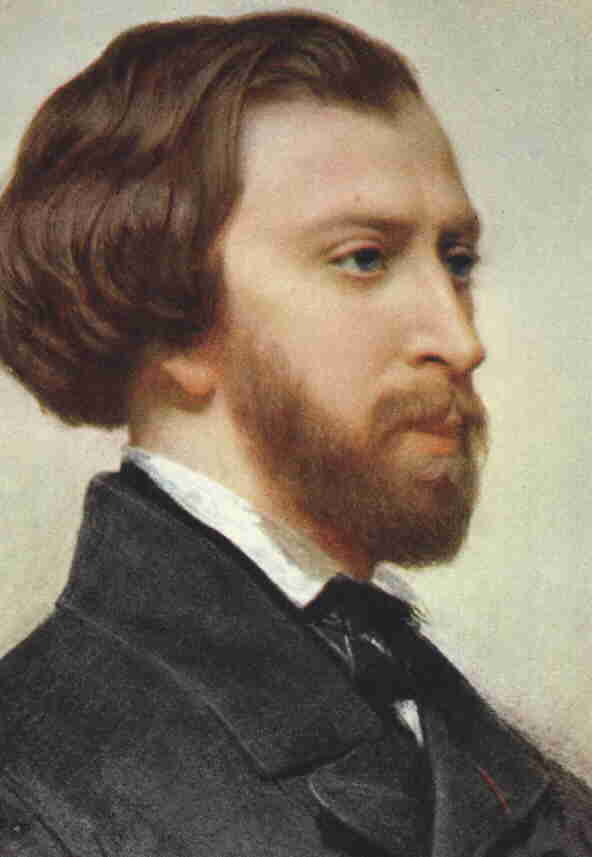
Alfred de Musset

Dopo Sandeau, George Sand ebbe alcune brevi e infelici storie sentimentali, prima con Prosper Mérimée, e poi una relazione appassionata e tempestosa con Alfred de Musset, con reciproci tradimenti; i due si erano conosciuti nel giugno del 1833 presso amici comuni quando Musset, dopo aver letto Lélia, le scrisse di essere innamorato di lei. A dicembre partirono insieme per l'Italia: a Genova George Sand si ammalò di una malattia che trascinò fino a Venezia, dove alloggiarono dal 1º gennaio 1834: George passava a letto le sue giornate, curata dal giovane medico veneziano Pietro Pagello, mentre Musset passava le notti con alcune prostitute. Tuttavia anche il poeta contrasse il tifo, che gli procurò febbre altissima e allucinazioni e venne assistito da George e da Pagello, che intanto era divenuto amante della scrittrice.

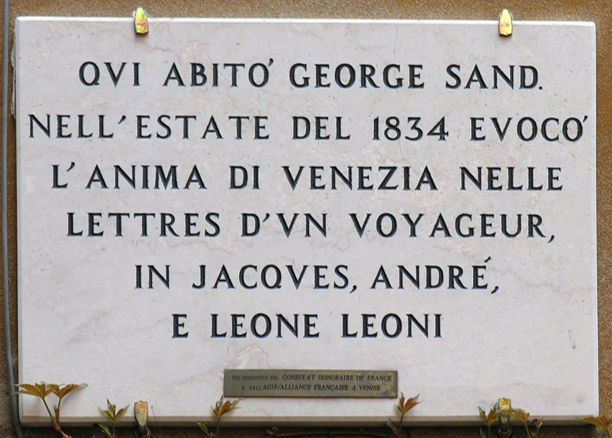
Lapide a Venezia in corte Minelli, San Marco 1878/a

Una volta che fu guarito e si rese conto della nuova situazione, in maggio Musset tornò subito in Francia, mentre la Sand, affittato un appartamento a Venezia, lavorò a nuovi romanzi, come Leone Leoni, André, Le Secrétaire intime, Jacques e le Lettres d'un voyageur, continuando la relazione con Pagello. In agosto, Sand e Pagello partirono insieme per Parigi; tuttavia il medico veneziano non era convinto della storia con George Sand e, in particolare, del trasferimento in Francia, in ambienti ai quali si sentiva estraneo; così, qualche mese dopo, ritornò definitivamente a Venezia.
Musset e George Sand si legarono nuovamente, poi si lasciarono definitivamente nel marzo del 1835: di questo intenso rapporto resta l'epistolario e il racconto della loro vicenda fatto dalla Sand nel romanzo Elle et lui. Inoltre George Sand aveva preso la decisione di divorziare dal marito, rivolgendosi nel 1835 all'avvocato Michel de Bourges. La causa con il barone Dudevant si concluse positivamente con il divorzio, dichiarato il 16 febbraio 1836. Affascinante conversatore, de Bourges aveva subito sedotto la scrittrice ed ebbe una funzione decisiva a formare e indirizzare i suoi interessi politici verso le idee democratiche radicali. La Sand fu travolta dalla personalità di questo avvocato e gli propose di vivere con lei, ma la loro relazione durò solo un anno, ostacolata dal fatto che de Bourges era sposato e non intendeva abbandonare la sua famiglia.

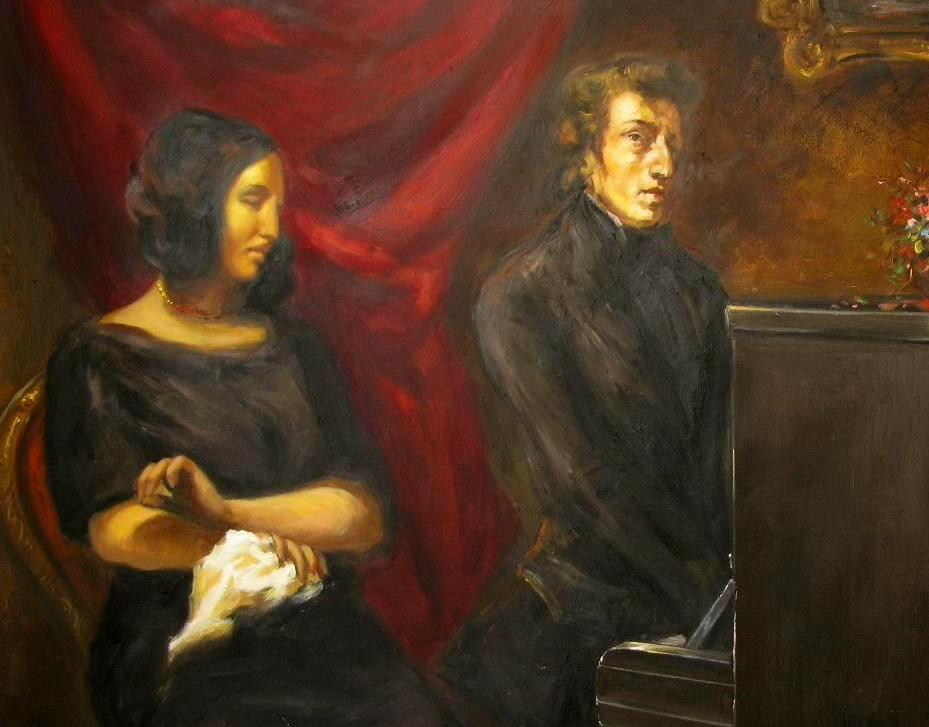
Moderna ricostruzione ipotetica del doppio ritratto raffigurante George Sand e Fryderyk Chopin. L'originale, dipinto da Delacroix, fu tagliato e ridotto alla fine dell'Ottocento: di esso rimangono i singoli ritratti, separati.

La rottura con de Bourges fu dolorosa ma la Sand si consolò con diversi brevi amori; si legò con Félicien Mallefille (1813-1868), il precettore del figlio Maurice a Nohant nel 1836, fino a quando, grazie alla mediazione di Franz Liszt, conobbe Fryderyk Chopin, famoso musicista, già malato di tubercolosi e reduce a sua volta dalla rottura del fidanzamento con la ricca ereditiera Maria Wodzińska; si incontrarono per la prima volta il 13 dicembre 1836 in occasione di una serata mondana in casa del compositore in rue de la Chaussée d'Antin. Chopin inizialmente fu infastidito dall'eccentricità della scrittrice, dal suo abbigliamento e dal voler fumare il sigaro, ma poco a poco si lasciò coinvolgere dall'intelligenza e dalle attenzioni materne di George. La loro relazione ebbe inizio nel mese di giugno del 1838; in seguito, realizzando un progetto che aveva in mente da tempo, George, i figli Maurice e Solange e Chopin partirono in ottobre per Palma di Maiorca e di qui raggiunsero poi la certosa di Valldemossa. Tornati a Marsiglia nel febbraio del 1839, vi rimasero per tre mesi, per ripartire in giugno per Nohant.
Sand confessò di aver avuto per l'artista «una sorta di adorazione materna» e la loro convivenza si stabilì con la presenza costante dei suoi due figli, sia a Nohant sia a Parigi. Chopin, da uomo di mondo, amante della buona società, apprezzava in parte le conversazioni e i toni scherzosi degli amici di George, ma a lungo andare finiva col non trovarsi proprio a suo agio con molti degli amici invitati da lei in quel periodo, quasi tutti repubblicani e socialisti e preferiva ritirarsi a suonare; la sua salute delicata lo rendeva instabile e apparentemente capriccioso. Si è detto che il protagonista del romanzo pubblicato dalla Sand nel 1847, Lucrezia Floriani, il principe Karol, «esclusivo nei suoi sentimenti e nelle sue esigenze», celasse la figura del musicista, ma la Sand smentì la circostanza.
I difficili rapporti tra Maurice e Chopin e la posizione assunta dal musicista riguardo al matrimonio di Solange con lo scultore Jean-Baptiste Clésinger, persona che egli riteneva infida, contribuirono a porre fine alla relazione. Quando il figlio minacciò di lasciare la famiglia, la madre si oppose fermamente: «Questo non poteva e non doveva succedere. Chopin non accettò il mio intervento legittimo e necessario. Abbassò la testa e disse che non l'amavo più». Chopin lasciò Nohant nel novembre del 1846 per ritornare a Parigi; la relazione con Sand durò comunque fino a quando Solange, nonostante tutto, sposò nella primavera del 1847 lo scultore: lo stesso Clésinger fu l'autore del monumento funebre di Chopin nel cimitero di Père-Lachaise. La Sand rivide per l'ultima volta il musicista nel marzo del 1848 sul pianerottolo dell'amica comune, la contessa Marliani: «Strinsi la sua mano tremante e ghiacciata. Volevo parlargli, lui scappò via». Le lettere che i due amanti si erano scambiati furono distrutte da George Sand.

### L'impegno politico

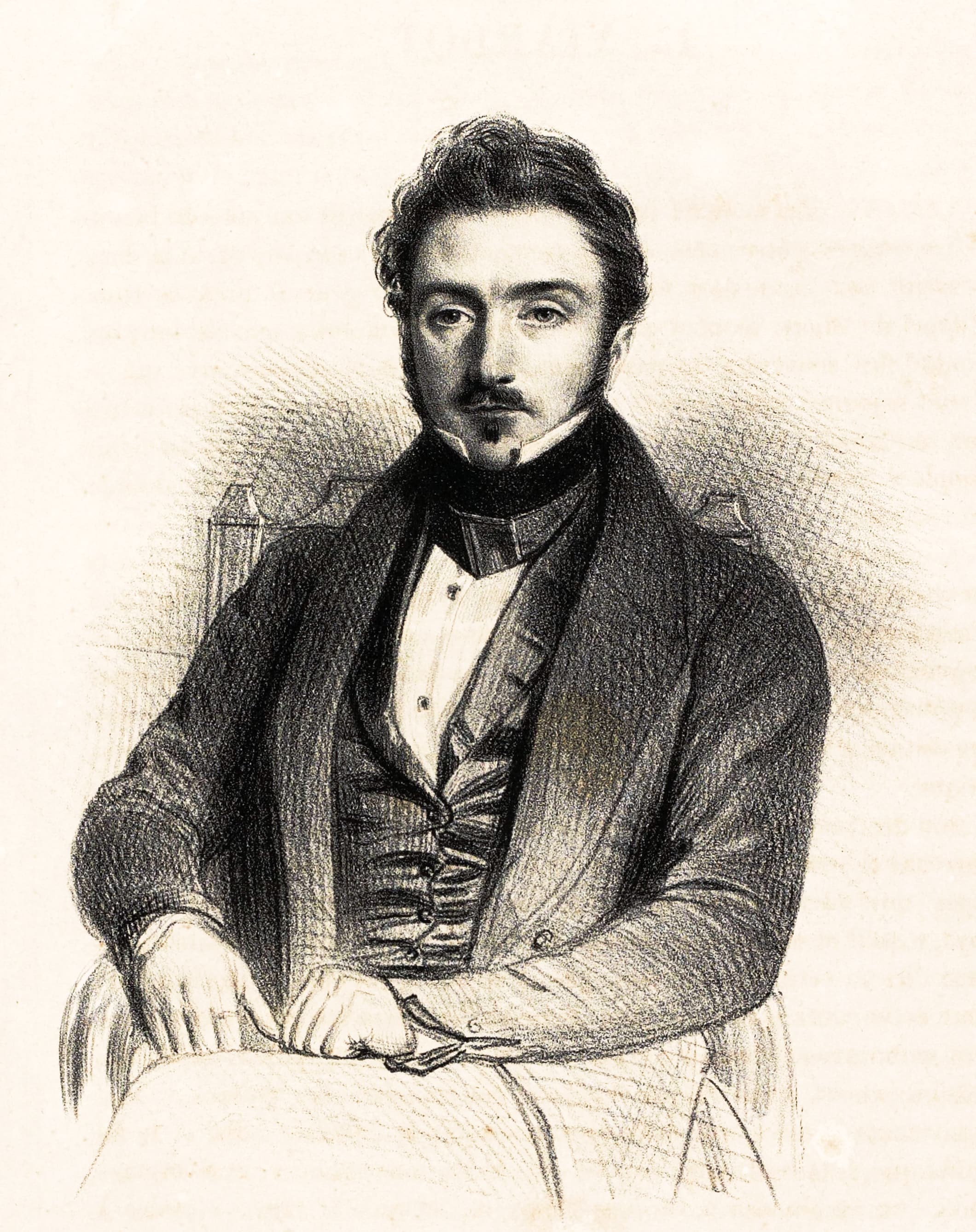
Louis Viardot

Originaria di una famiglia bonapartista, senza aver manifestato precise posizioni politiche, l'incontro con Jules Sandeau e gli avvenimenti della Rivoluzione del 1830 la portarono su posizioni repubblicane. Mostrò anche di apprezzare le posizioni liberali di Lamennais, che aveva ripudiato le concezioni clericali della sua gioventù per abbracciare un democratismo molto avanzato, e collaborò al suo giornale Le Monde, pubblicandovi le Lettres à Marcie, nelle quali la Sand prendeva posizione per l'emancipazione femminile e dimostrava una spiccata simpatia per le idee socialiste, tanto da andare oltre i programmi riformatori di Lamennais.
Nel 1835 George Sand conobbe Pierre Leroux, attraverso il quale si orientò decisamente verso il socialismo umanitario, considerato dal Leroux la vera realizzazione del primitivo messaggio evangelico, tanto da rompere i rapporti con la pubblicazione conservatrice Revue des Deux Mondes, con la quale la Sand collaborava. Con lui e con Louis Viardot fondò nel 1841 La Revue indépendante dove pubblicò i romanzi Horace, Consuelo e La contessa di Rudolstadt, e con altri la rivista di opposizione al regime di Luigi Filippo L'Éclaireur de l'Indre.
Appoggiò i tentativi di unificare le diverse correnti del movimento operaio, scrivendo a questo proposito Le Compagnon du tour de France, ispirato alla figura dell'attivista socialista Agricol Perdiguier. Collaborò poi a La Réforme di Louis Blanc, pubblicandovi Le Meunier d'Angibault, elogiò la Histoire de la Révolution française di Blanc, e incoraggiò i tentativi artistici di Savinien Lapointe, Charles Magu, Charles Poncy, i cosiddetti "poeti operai"; a questi ultimi, Sand dedicò i Dialogues familiers sur la poésie des prolétaires, pubblicati nel 1842 su La Revue indépendante. Questi fornirono inoltre il modello di alcuni personaggi dei romanzi di George Sand: ne La palude del diavolo (La mare au diable) e ne Les maîtres sonneurs viene sottolineato e contrapposto l'ozio infingardo e l'immoralità dei grandi proprietari alla dignitosa laboriosità dei modesti artigiani.

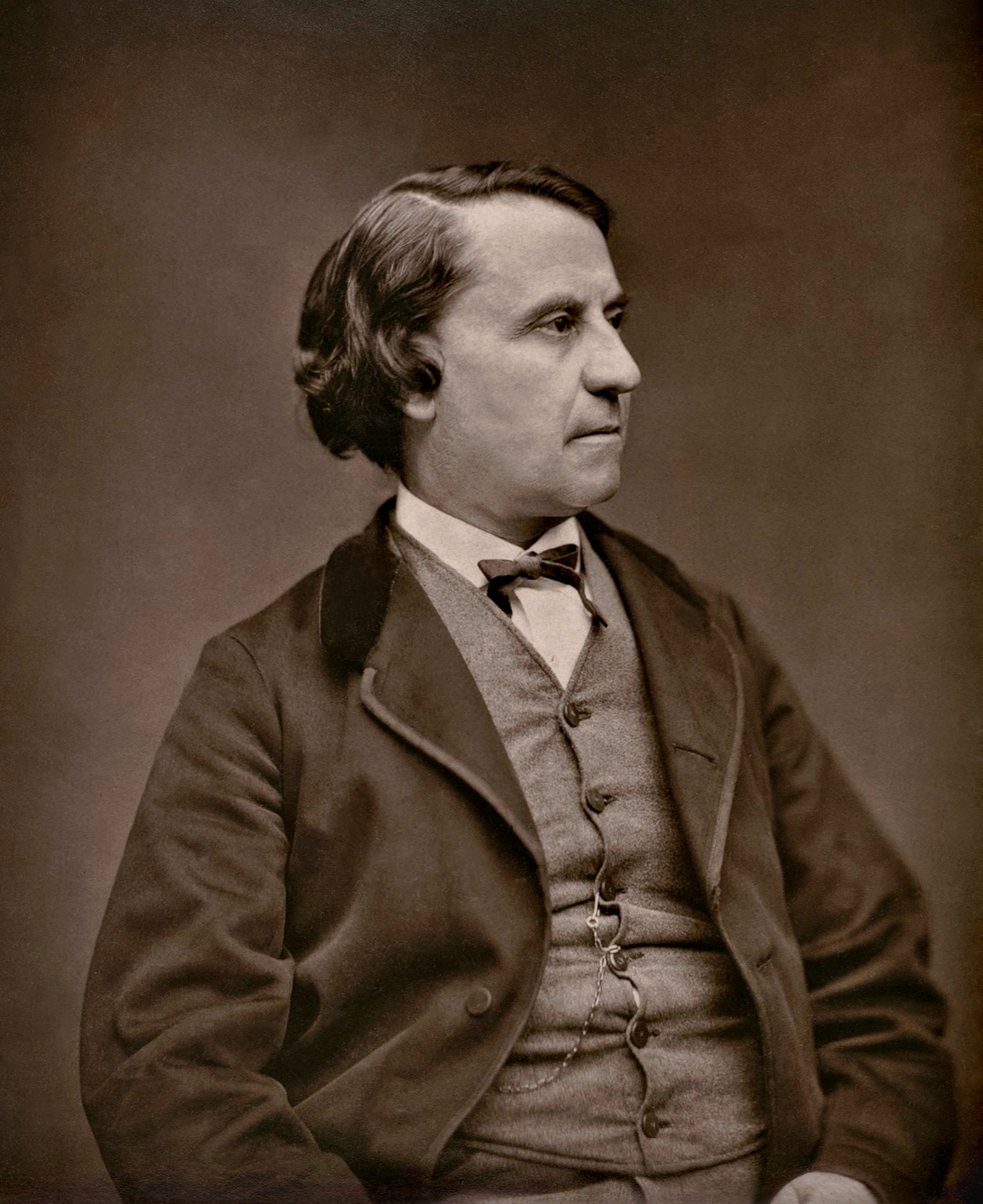
Louis Blanc

Sand, come il figlio Maurice, che era all'epoca il sindaco di Nohant, fu favorevole alla Rivoluzione parigina del febbraio 1848, che aveva proclamato la Repubblica, vedendola come l'espressione di una rigenerazione di massa. La rivoluzione però non chiedeva soltanto un cambiamento istituzionale, bensì rivendicava anche profonde riforme sociali e, nella contrapposizione dell'anima popolare rivoluzionaria a quella borghese riformista, la Sand prese posizione a suo modo: «Sono comunista così come si era cristiani nell'anno 50 della nostra era. Il comunismo è per me l'ideale delle società in progresso, la religione che vivrà tra qualche secolo. Non posso dunque aggrapparmi a nessuna delle formule di comunismo attuali, perché esse sono tutte piuttosto dittatoriali e credono di potersi affermare senza il concorso dei costumi, delle abitudini, delle convinzioni. Nessuna religione si stabilisce con la forza».
Quando Eugénie Niboyet, redattrice del giornale La Voix des femmes, avanzò la sua candidatura alle prossime elezioni per l'Assemblea Nazionale Costituente, Sand rifiutò, esprimendo con una lettera aperta tutti limiti del suo già moderato femminismo. Dichiarò che le donne facevano bene ad appoggiare la rivoluzione e le profonde riforme che si volevano introdurre, ma esse non avrebbero dovuto impegnarsi in prima persona. Nella sua valutazione, la condizione della subordinazione femminile riguardava soltanto le donne sposate, che proprio con il matrimonio venivano a cadere sotto la dipendenza del marito: «Essendo la donna sotto la tutela e nella dipendenza dell'uomo nel matrimonio, è assolutamente impossibile che presenti garanzie d'indipendenza politica, a meno di spezzare individualmente e nel disprezzo di tutte le leggi e dei costumi, questa tutela che i costumi e le leggi consacrano. Dirò tutto il mio pensiero su questo famoso affrancamento della donna di cui si è tanto parlato in questi anni. Credo sia facile e immediatamente realizzabile, nella misura in cui lo comporta lo stato dei nostri costumi. Consiste semplicemente nel ridare alla donna i diritti civili che solo il matrimonio le sottrae, che il celibato solo le conserva: errore detestabile della nostra legislazione che pone effettivamente la donna nella cupida dipendenza dell'uomo, e che fa del matrimonio una condizione d'eterna minorità».

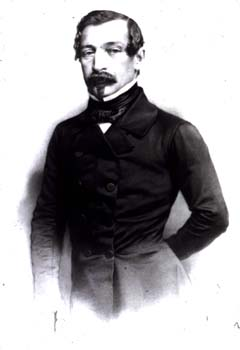
Carlo Luigi Napoleone Bonaparte, futuro Napoleone III

Si dichiarò pessimista sulla possibilità di sopravvivenza della Repubblica, sia per le divisioni nel campo repubblicano, sia per la permanenza, nella popolazione delle campagne, soprattutto, di idee profondamente conservatrici che le elezioni a suffragio universale maschile avrebbero confermato. Con Viardot pubblicò la rivista La Cause du peuple e, nel Bulletin de la République, il 15 aprile, alla vigilia delle elezioni, scrisse di essere favorevole a mantenere con le armi il governo provvisorio repubblicano-socialista anche in caso di sconfitta elettorale. Le elezioni segnarono infatti il successo delle forze moderate, repubblicane e monarchiche, che ottennero così la maggioranza nell'Assemblea nazionale. Il popolo parigino non accettò la sconfitta elettorale e insorse per difendere la Rivoluzione: il 15 maggio 1848 i manifestanti invasero l'Assemblea, minacciando i deputati conservatori. La reazione non si fece attendere e i dirigenti repubblicani e socialisti furono arrestati, mentre George Sand poté ritirarsi a Nohant indisturbata. Il massacro guidato dal generale Cavaignac conseguente a una nuova rivolta provocò migliaia di morti e di arrestati: «Sono desolata, non ho bisogno di dirvelo, e non credo più nell'esistenza di una repubblica che comincia con l'uccidere i suoi proletari. Ecco una strana soluzione al problema della miseria. […] Da maggio, mi sono messa in prigione da sola, nella mia casa».
Divenuta una Repubblica presidenziale con l'elezione di Luigi Bonaparte, la Sand apparve rassegnata agli eventi: «Sono ridivenuta molto calma, non so nemmeno perché. È successo vedendo la grande maggioranza del popolo votare per Luigi Bonaparte. Mi sono sentita come rassegnata di fronte a questa volontà del popolo che sembra dirci - "Io non voglio andare più presto di così, e prenderò il cammino che preferirò" - Così io ho ripreso il mio lavoro come un buon operaio che torna ai suoi impegni». Era anche difficile reagire nel solo modo in cui ella avrebbe potuto esprimersi al meglio, con gli scritti, dal momento che in Francia era calata una pesante censura: «Non mi è possibile scrivere nei giornali il minimo articolo di insegnamento in questo momento. Appena appena, e lasciando molta della mia pelle nelle cesoie della censura, posso tentare qualcosa in teatro. È una predicazione sotto altra forma».
Dopo il colpo di Stato di Napoleone III, Sand chiese e ottenne dall'Imperatore due udienze, ottenendo solo qualche riduzione di pena per alcuni detenuti, esponendosi per altro a diverse critiche dai suoi amici per essersi piegata a trattare con il dittatore, alle quali la Sand rispose di non aver mutato affatto le proprie idee e di non essersi guadagnata alcun trattamento di favore dal nuovo Regime; tuttavia la scrittrice si adeguò almeno in parte al conformismo diffuso che fu una caratteristica dell'opinione pubblica del Secondo Impero. L'unica presa di posizione, in parte contro-corrente, nell'Impero corrotto e clericale di Napoleone III e dell'imperatrice Eugenia, fu l'attacco portato dalla Sand al potere pontificio. Sostenuta in questo dal principe Napoleone Giuseppe, cugino dall'Imperatore, moderatamente liberale e anticlericale, pubblicò i romanzi Daniella nel 1857 e Mademoiselle La Quintinie nel 1863. George Sand individuò nella Chiesa cattolica un pericoloso potere che, cercando di imporre verità dogmatiche e indiscutibili, attentava alle libertà individuali. La Chiesa reagì nel 1863 inserendo nell'Indice dei libri proibiti tutte le sue opere.

### Gli ultimi anni: la Comune

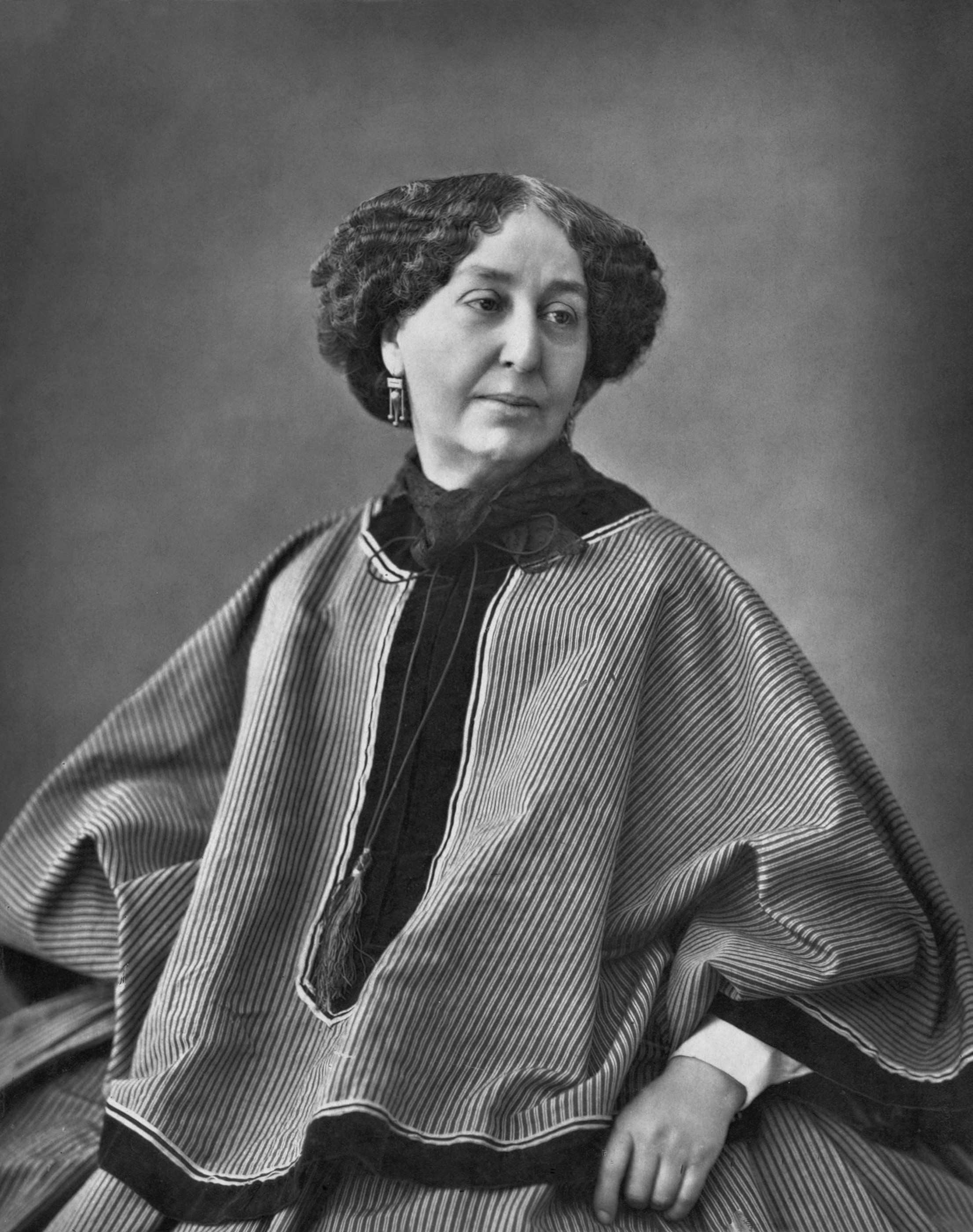
Nadar: George Sand nel 1864

Nel suo ritiro di Nohant, George Sand passò il Natale del 1849 con l'incisore Alexandre Manceau (1817-1865), invitato dal figlio Maurice: contro i desideri dello stesso Maurice, Manceau fu l'ultimo amante e compagno di vita della scrittrice, oltre che suo segretario. Da una sua incisione, Thomas Couture trasse il ritratto della Sand e fu anche illustratore del libro di Maurice Dudevant Masques et bouffons. Egli tenne anche, dal gennaio 1852, un diario della sua vita in comune con la Sand, che questa continuò dopo la morte del suo compagno.
Nel 1864, dopo quattordici anni di convivenza a Nohant, Maurice gli chiese di lasciare la villa per far posto a sua moglie Lina Calamatta. George Sand volle allora seguire il suo compagno, lasciando Nohant per stabilirsi con Manceau nella sua casa di Palaiseau: qui l'incisore, già malato di tubercolosi, morì il 21 agosto 1865. Tornò poi a Nohant, da dove non si mosse che raramente per qualche viaggio a Parigi o per visitare Gustave Flaubert nella sua residenza di Croisset.
Nel 1870, Napoleone III portò la Francia in guerra con la Prussia, fra l'apparente entusiasmo di molti francesi; George Sand era tuttavia scettica: «Se questo bell'entusiasmo fosse sincero, Parigi è pazza. Capisco lo sciovinismo, quando si tratti di liberare un popolo, come la Polonia o l'Italia, ma tra Francia e Prussia, in questo momento c'è solo una questione di amor proprio, cioè chi abbia i fucili migliori». Alla sconfitta di Sedan, il 4 settembre 1870 Parigi proclamava la Repubblica: George Sand criticò il radicale Léon Gambetta, che intendeva proseguire a ogni costo la guerra contro i prussiani, che continuavano l'avanzata verso Parigi, appoggiando l'anti-giacobino e conservatore Adolphe Thiers.
Firmato un armistizio che salvava Parigi dall'occupazione prussiana, i francesi andarono alle urne per eleggere la nuova Assemblea nazionale, che diede al paese una maggioranza conservatrice, formata da monarchici e repubblicani moderati, mentre Parigi si confermava giacobina e socialista. Capo del governo, che si costituiva a Versailles, per timore dei parigini, diventava Thiers, con soddisfazione della Sand, che sperava che questi evitasse tanto il ritorno dei monarchici quanto il trionfo della sinistra. Il primo provvedimento di Thiers fu quello di disarmare la capitale, dove la Guardia nazionale era schierata a favore dei radicali. Al tentativo di Thiers, Parigi insorse e il 28 marzo 1871 proclamò la Comune. I giorni del 1848 erano ormai lontani per la Sand, che allora aveva ammesso il diritto di Parigi di difendere la sua rivoluzione contro il voto della Francia contadina e tradizionalista: condannò l'uccisione dei cinquanta ostaggi della Comune, eppure giustificò il massacro di 30.000 parigini ordinato da Thiers ed eseguito da MacMahon.

### La morte

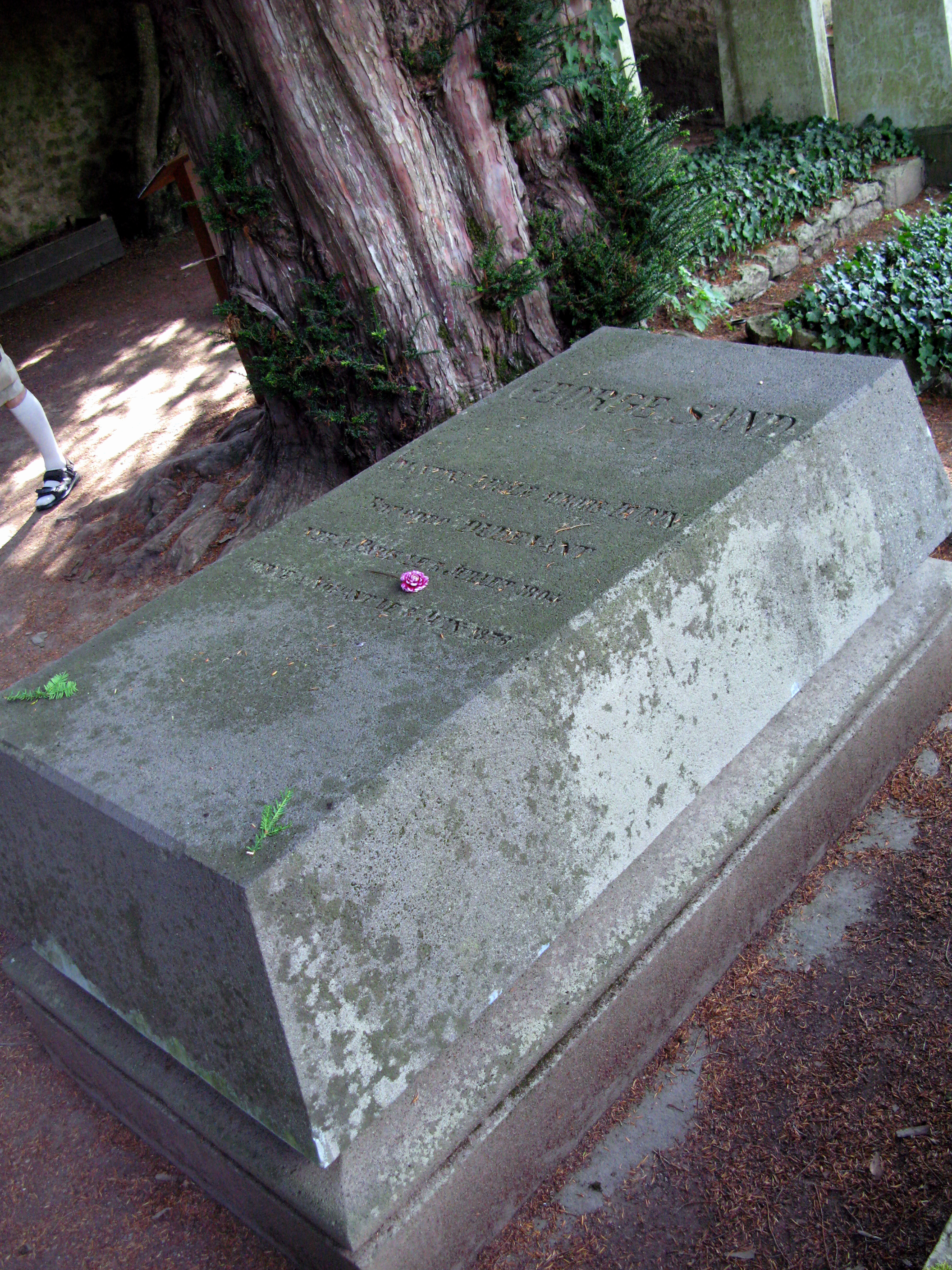
La tomba di George Sand

Tornò a collaborare con la Revue des Deux Mondes, pubblicandovi nel 1871 Le Journal d'un voyageur pendant la guerre e cominciò a pubblicare articoli nella rivista protestante Le Temps. La tragedia di Parigi aveva lasciato un segno profondo; infatti i suoi amici di un tempo in parte si erano distaccati, altri erano morti, e Sand s'isolò nel confortevole rifugio di Nohant: «È il momento di raccogliersi, di obbedire al proprio sentimento individuale, di sfuggire all'ebbrezza collettiva e di esprimere ciò che si ha dentro isolandosi da ogni influenza esterna del momento».
Era consapevole che la sua ispirazione si era inaridita e che ormai scriveva di tecnica e di esperienza: «La facilità aumenta con l'età, perciò io non mi permetto di lavorare più di due o tre mesi all'anno, altrimenti diventerei meccanica e credo che i miei prodotti mancherebbero della necessaria consapevolezza». Dedicò alle nipoti le Novelle di una nonna (Contes d'une grand-mère).
La sua salute, superati i settant'anni, si mantenne comunque buona; soltanto negli ultimi mesi cominciò a soffrire di violenti dolori intestinali: «mi domando dove sto andando e se non bisogna aspettarsi una rapida partenza una di queste mattine». La sua previsione nefasta si rivelò corretta: un'occlusione intestinale le fu fatale e George Sand, dopo una lunga agonia, si spense l'8 giugno 1876. Per volontà della figlia Solange ebbe funerali religiosi, che le furono concessi con qualche perplessità dall'arcivescovo di Bourges, e fu sepolta nel piccolo cimitero di Nohant.

## Analisi delle opere

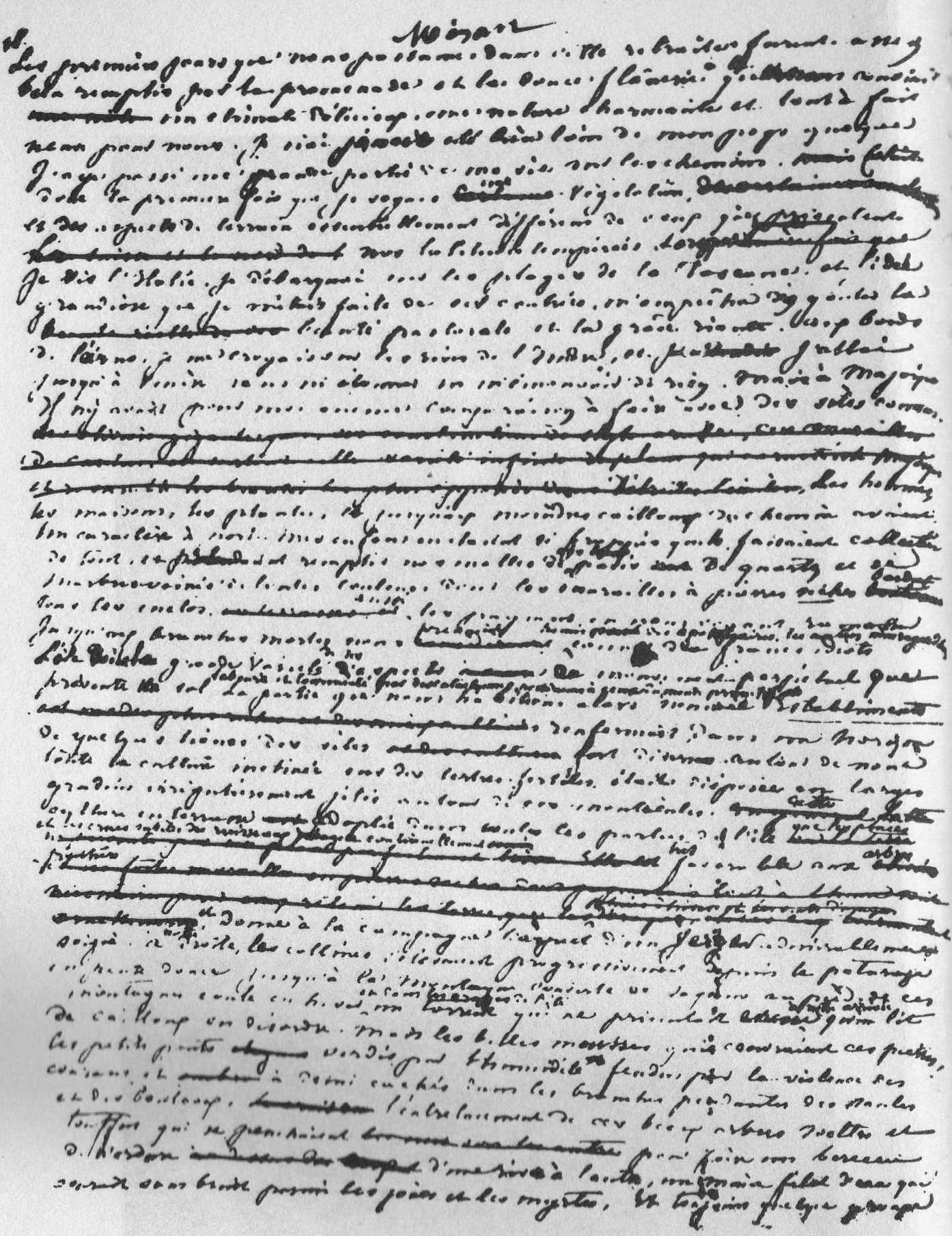
Riproduzione dell'originale di Un hiver à Majorque (1842), che descrive la vacanza che Sand fece con Chopin.

La pluridecennale carriera di Sand, che va dal 1830 al 1876, è caratterizzata da una vasta e variegata produzione letteraria, comprendendo infatti 143 fra romanzi e racconti, 49 scritti vari e 24 commedie. Sand, che era solita scrivere di notte, ha pubblicato le sue opere principalmente con Lacoue-Hetzel (1853-1855) e con Levy (1856-1897). Alcuni volumi dei suoi scritti vennero editi postumi e spesso revisionati dal figlio Maurice. Fu l'unica donna scrittrice del XIX secolo a godere di ampia visibilità e notorietà: era l'epoca in cui, spinta anche dalla rivoluzione industriale, nacque la letteratura popolare in una contesto culturale che vedeva scrittori come Honoré de Balzac, Victor Hugo, Alexandre Dumas e Eugène Sue. Le sue posizioni politiche e i temi sociali affrontati in alcuni dei suoi romanzi sono stati ancora più contrastati dal potere, nonostante l'ampia diffusione delle sue idee nella società.
Dopo il primo romanzo Rose et Blanche del 1831 con J. Sandeau, pubblicò una serie di romanzi detti "passionali", a carattere romantico, come Indiana (1832), con il quale assunse il nome di George Sand, Lélia (1833) e Mauprat (1837); questi, che ebbero grande successo, furono caratterizzati dalla finezza psicologica dei personaggi e dalla forte carica idealistica di Sand, che sosteneva i «diritti dell'anima» e della passione amorosa contro le convenzioni sociali. A questa serie di romanzi, seguirono quelli in cui Sand, votata all'ideologia socialista e in gran parte influenzata da Pierre Leroux, si concentrò maggiormente su ideali di fraternità e di uguaglianza, sconfinando nel misticismo sociale; Sand era convinta che l'azione del popolo potesse rigenerare la società e auspicava un ritorno agli elementi della cultura popolare, avvicinandosi spesso all'etnologia; fra gli scritti di questo periodo vi sono Spiridion (1839), Le compagnon du tour de France (1840) e Consuelo (1842).
Tra le sue opere più conosciute e apprezzate vi sono i cosiddetti romanzi "campestri", ovvero La palude del diavolo (La mare au diable, 1846), François le Champi (1848) e La piccola Fadette (La petite Fadette, 1849), influenzati dalle sue esperienze d'infanzia nella campagna di Nohant; questi, che descrivono in maniera notevole le tradizioni e i costumi dei contadini, rappresentano inoltre gli scritti più sereni di tutta la sua opera. Numerose sono le opere autobiografiche; tra queste, oltre alla corposa corrispondenza, che consta di oltre duemila lettere e venne pubblicata nella seconda metà del ventesimo secolo da Georges Lubin, vi sono Lei e lui (Elle et Lui, 1859), riguardante la sua relazione con de Musset, e in particolare Storia della mia vita (Histoire de ma vie, 1855). Gli ultimi romanzi della sua carriera furono caratterizzati dal tema della natura: ad esempio Les beaux messieurs de Bois-Doré (1857), Le marquis de Villemer (1860) e Jean de la Roche (1860-61).
Nella sua vasta produzione vi sono anche 31 opere teatrali, le cui rappresentazioni si svolgevano nel suo piccolo teatro privato nella tenuta di Nohant, e molte delle quali vennero poi messe in scena nei maggiori teatri di Parigi. Queste commedie di costume erano spesso serie e didattiche ed ebbero notevole successo, nonostante non fossero apprezzate dalla critica. Inoltre la Sand ha scritto numerose critiche letterarie e testi politici, in particolare nel periodo in cui era vicina alle idee socialiste.

## Opere
Notevole fu la produzione letteraria della scrittrice, sotto il nome di George Sand, che va dal 1830 al 1876, anno della sua morte:
- Le Commissionnaire, Parigi, B. Renault, 1830, scritto con Jules Sandeau
- Rose et Blanche, Parigi, B. Renault, 1831, scritto con Jules Sandeau
- Indiana, Parigi, J. P. Roret, 1832
- Valentine, Parigi, H. Dupuy, 1832
- Lélia, Parigi, H. Dupuy, 1833
- Jacques, Parigi, F. Bonnaire, 1834
- Le Secrétaire intime, Parigi, V. Magen, 1834
- La Marquise, Parigi, V. Magen, 1834
- Lavinia, Parigi, V. Magen, 1834
- Métella, Parigi, V. Magen, 1834
- Chaillot, Parigi, Ladvocat, 1834
- André, Parigi, F. Bonnaire, 1835
- Leone Leoni, Parigi, F. Bonnaire, 1835
- Simon, Parigi, F. Bonnaire, 1836
- Mattéa, Parigi, F. Bonnaire, 1837
- Mauprat, Parigi, F. Bonnaire, 1837
- Dodecation o Le livre des Douze, Parigi, F. Bonnaire, 1837
- Aldo le Rimeur, Parigi, F. Bonnaire, 1837
- Lettres d'un voyageur, Parigi, F. Bonnaire, 1837
- Les Maîtres mosaïstes, Parigi, F. Bonnaire, 1838
- La dernière Aldini, Bruxelles, A. Wahlen, 1838
- L'Uscoque, Parigi, F. Bonnaire, 1838
- Spiridion, Parigi, F. Bonnaire, 1838
- Les sept cordes de la lyre, Parigi, F. Bonnaire, 1839
- Cosima, ou la haine dans l'amour, Parigi, F. Bonnaire, 1839
- Gabriel, Parigi, F. Bonnaire, 1840
- Pauline. Les Mississippiens, Parigi, Magen et Cormon, 1841
- Le Compagnon du Tour de France, Parigi, Perrotin, 1841
- Horace, Parigi, L. De Potter, 1842
- Un inverno a Maiorca (Un hiver à Majorque), Parigi, H. Souverain, 1842
- L'orco, Parigi, Perrotin, 1842
- Mouny-Robin. Georges de Guérin, Parigi, Perrotin, 1842
- Lettres à Marcie. Poème de Myrza, Parigi, Perrotin, 1843
- La sœur cadette, Parigi, Perrotin, 1843
- Jean Zizka, Parigi, L. De Potter, 1843
- Consuelo, Parigi, L. de Potter, 1843
- La contessa di Rudolstadt (La comtesse de Rudolstadt), Parigi, L. de Potter, 1844
- Jeanne, Bruxelles, Hauman, 1844
- Le meunier d'Angibault, Parigi, Desessart, 1845
- Isidora, Parigi, H. Souverain, 1846
- La palude del diavolo (La mare au diable), Parigi, Desessart, 1846
- Teverino, Parigi, Desessart, 1846
- Le péché de Monsieur Antoine, Parigi, H. Souverain, 1846-1847
- Lucrézia Floriani, Parigi, Desessart, 1847
- Le Piccinino, Parigi, Desessart, 1847
- François le Champi, Bruxelles, Méline, Cans et C.ie, 1848
- La piccola Fadette (La petite Fadette), Parigi, Michel-Lévy frères, 1849
- Le mariage de Victorine, Parigi, E. Blanchard, 1851
- Il castello delle Désertes (Le château des désertes), Parigi, Michel-Lévy frères, 1851
- Histoire du véritable Grigouille, Parigi, E. Blanchard, 1851
- La fauvette du docteur, Parigi, J. Hetzel, 1852
- Les Vacances de Pandolphe, Parigi, D. Giraud e J. Dagneau, 1852
- La Filleule, Parigi, A. Cadot, 1853
- Les maîtres sonneurs, Parigi, A. Cadot, 1853
- Mont Revèche, Parigi, A. Cadot, 1853
- Le Pressoir, Parigi, Michel-Lévy frères, 1853
- Les Visions de la nuit dans la campagne, Parigi, A. Cadot, 1853
- La vallée noire, Parigi, J. Hetzel, 1854
- Flaminio, Parigi, Librairie théâtrale, 1854
- Adriani, New York, C. Lassalle, 1854
- Storia della mia vita (Histoire de ma vie), Parigi, V. Lecou, 1854-1855
- Procope le Grand. Le cercle hippique de Mézières-en-Brenne, Parigi, J. Hetzel, 1855
- Maître Favilla, Parigi, Librairie nouvelle, 1855

- Comme il vous plaira, Parigi, Librairie nouvelle, 1856
- Françoise, Parigi, Librairie nouvelle, 1856
- Lucie, Parigi, Librairie nouvelle, 1856
- Evenor et Leucippe. Les amours de l'Âge d'Or, Parigi, Garnier frères, 1856
- La Daniella, Parigi, Librairie nouvelle, 1857
- Le diable aux champs, Parigi, Jaccottet, Bourdilliat et C.ie, 1857
- Les beaux messieurs de Bois-Doré, Parigi, A. Cadot, 1858
- Le fantastiche leggende della terra (Légendes rustiques), Parigi, A. Morel, 1858
- Lei e lui (Elle et Lui), Parigi, L. Hachette, 1859
- L'homme de neige, Parigi, L. Hachette, 1859
- Narcisse, Parigi, L. Hachette, 1859
- Marguerite de Sainte-Gemme, Parigi, Michel-Lévy frères, 1859
- Constance Verrier, Parigi, Michel-Lévy frères, 1860
- Jean de la Roche, Parigi, L. Hachette, 1859
- Il marchese di Villemer: romanzo, (Le Marquis de Villemer), Naumbourg, G. Paetz, 1860
- La famille de Germandre, Parigi, Michel-Lévy frères, 1861
- Valvèdre, Parigi, Michel-Lévy frères, 1861
- La Ville Noire, Parigi, Michel-Lévy frères, 1861
- Tamaris, Parigi, Michel-Lévy frères, 1862
- Le Pavé, Parigi, Michel-Lévy frères, 1862
- Souvenirs et impressions littéraires, Parigi, E. Dentu, 1862
- Antonia, Parigi, Michel-Lévy frères, 1863
- Les Dames Vertes, Parigi, J. Hetzel, 1963
- Mademoiselle La Quintinie, Parigi, Michel-Lévy frères, 1863
- Lettre d'un voyageur, Parigi, Michel-Lévy frères, 1863
- Ce que dit le ruisseau, Parigi, Michel-Lévy frères, 1863
- Le Drac, Parigi, Michel-Lévy frères, 1864
- Théâtre de Nohant, Parigi, Michel-Lévy frères, 1864
- La Confession d'une jeune fille, Parigi, Michel-Lévy frères, 1865
- Laura. Viaggio nel cristallo (Laura), Parigi, Michel-Lévy frères, 1865
- Les Charmettes, Parigi, Michel-Lévy frères, 1865
- Flavie, Parigi, Michel-Lévy frères, 1866
- Le Roi attend, Parigi, Michel-Lévy frères, 1866
- Les Don Juan de village, Parigi, Michel-Lévy frères, 1866
- Le Lis du Japon, Parigi, Michel-Lévy frères, 1866
- Monsieur Sylvestre, Parigi, Michel-Lévy frères, 1866
- Promenades autour d'un village, Parigi, Hachette, 1866
- Le dernier amour, Parigi, Michel-Lévy frères, 1867
- Mademoiselle Merquem, Parigi, Michel-Lévy frères, 1868
- Cadio, Parigi, Michel-Lévy frères, 1868
- La Fille d'Albano, Parigi, Michel-Lévy frères, 1869
- Carl, Parigi, Michel-Lévy frères, 1869
- Pierre qui roule, Parigi, Michel-Lévy frères, 1870
- Le beau Laurence, Parigi, Michel-Lévy frères, 1870
- L'Autre, Parigi, Michel Lévy frères, 1870
- Malgrétout, Parigi, Michel-Lévy frères, 1870
- Journal d'un voyageur pendant la guerre, Parigi, Michel Lévy frères, 1871
- Césarine Dietrich, Parigi, Michel-Lévy frères, 1871
- Francia. Un bienfait n'est jamais perdu, Parigi, Michel-Lévy frères, 1872
- Nanon, Parigi, Michel-Lévy frères, 1872
- Impressions et souvenirs, Parigi, Michel-Lévy frères, 1873
- Contes d'une grand'mère, Parigi, Michel-Lévy frères, 1873 e 1876
- Ma sœur Jeanne, Parigi, Michel-Lévy frères, 1874
- Les deux frères, Parigi, Michel-Lévy frères, 1875
- Flamarande, Parigi, Michel-Lévy frères, 1875
- L'orgue du titan, Parigi, Michel-Lévy frères, 1876
- La Tour de Percemont, Parigi, C. Lévy, 1877
- Nouvelles lettres d'un voyageur, Parigi, C. Lévy, 1877
- Marianne, Parigi, C. Lévy, 1877
- Dernières pages, Parigi, C. Lévy, 1877
- Souvenirs de 1848, Parigi, C. Lévy, 1880
- Journal intime, Parigi, C. Lévy, 1926 (scritto nel 1834)
- Une conspiration en 1537,Parigi,  E. Droz, 1936 (scritto nel 1831)

## George Sand nella cultura di massa

### Cinema e televisione
- L'eterna armonia (A Song to Remember) di Charles Vidor, con Merle Oberon nelle vesti di Sand, e Chopin amore mio (Impromptu) di James Lapine, con la scrittrice interpretata da Judy Davis, trattano della storia d'amore fra la Sand e Chopin[65]; in Estasi (Song Without End) dello stesso Vidor e di George Cukor, pellicola biografica su Franz Liszt, è presente un cameo di Patricia Morison che interpreta la Sand[66].
- Nel 1974 la BBC ha realizzato una miniserie, intitolata Notorious Woman, con Rosemary Harris nei panni di Sand.
- Giorgio Albertazzi ha diretto nel 1981 la miniserie George Sand dedicata alla vita della scrittrice[67].
- Nel 1999 Juliette Binoche ha interpretato per il cinema la figura di George Sand nel film I figli del secolo (Les Enfants du Siècle), diretto da Diane Kurys, una biografia romanzata e centrata soprattutto sulla storia d'amore che l'autrice ebbe con de Musset; la sceneggiatura di questa pellicola è tratta dalla corrispondenza epistolare dei due scrittori[68].

### Letteratura

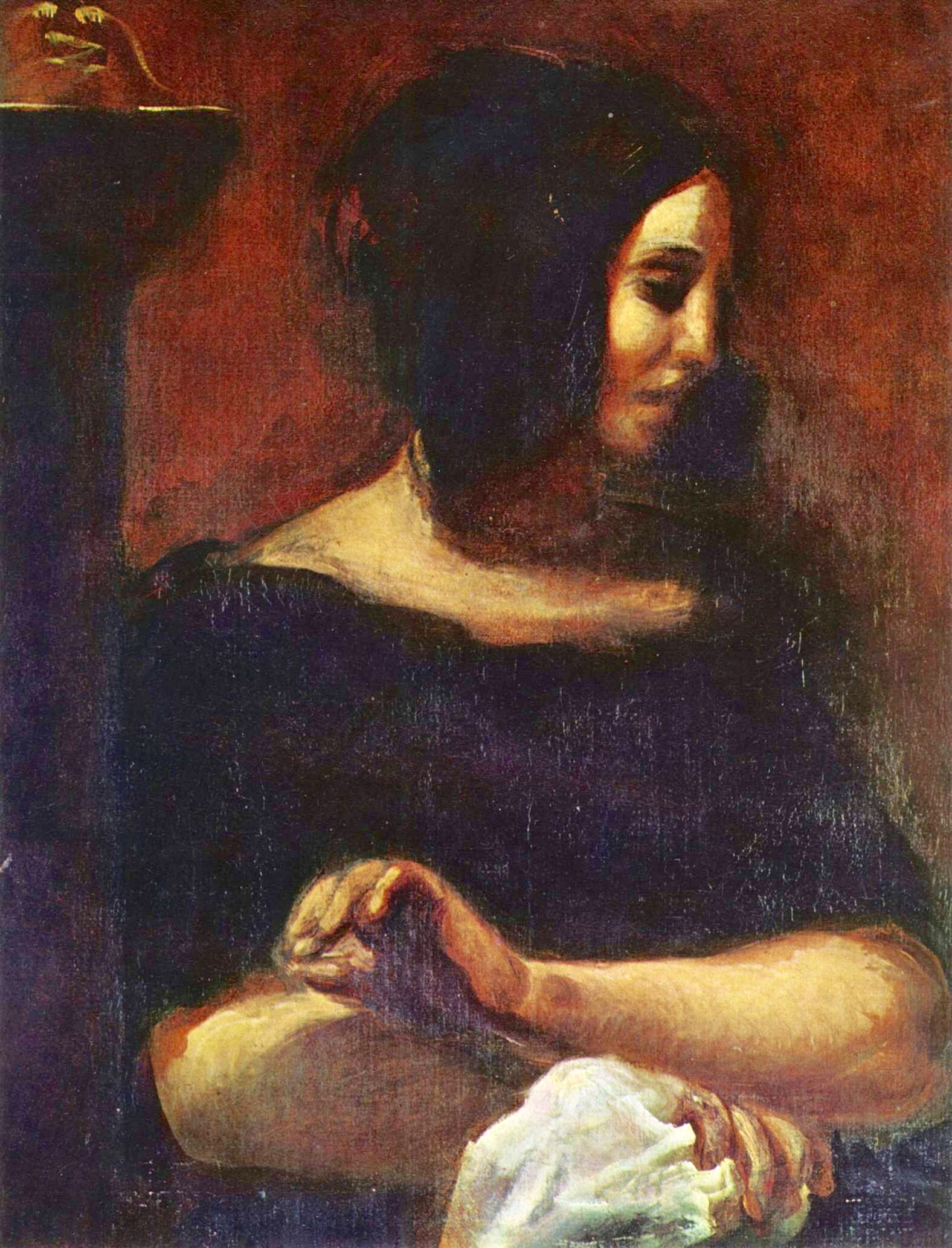
Dipinto di Eugène Delacroix che ritrae George Sand.

George Sand è stata molto amata e ammirata come scrittrice da autori coevi e successivi. Il poeta statunitense Walt Whitman ha confessato che Consuelo era il suo romanzo preferito e inoltre il seguito di questo, La contessa di Rudolstadt, ha avuto influenza diretta su di lui. Elizabeth Barrett Browning ha dedicato alla scrittrice due poesie: To George Sand: A Recognition e To George Sand: A Desire.
Numerosi sono inoltre i riferimenti alla scrittrice in opere di altri autori:
- Fëdor Dostoevskij la cita in più occasioni. Nel romanzo I demoni (1873), il personaggio di Stepan Verchovenskij traduceva le opere di George Sand nel suo periodico prima che questo venissero successivamente sequestrato dal governo russo nel 1840[71], ed elementi riconducibili alla scrittrice erano già presenti fin dal romanzo incompiuto Netočka Nesvanova (1849)[72].
- Nel primo episodio narrato nel romanzo Dalla parte di Swann (1913), prima parte di Alla ricerca del tempo perduto di Marcel Proust, un giovane e sconvolto Marcel non riesce a dormire e viene calmato da sua madre leggendogli a voce alta François le Champi; il libro era uno dei quattro che la nonna gli aveva comprato in regalo insieme con La palude del diavolo, La piccola Fadette e Les Maîtres Sonneurs[73].
- Il romanzo Possessione (1990) di Antonia Susan Byatt presenta alcuni riferimenti alla Sand[74].
- Nella prima parte della trilogia La costa dell'utopia di Tom Stoppard, Voyage (2002), vi sono numerosi riferimenti alla Sand[75].
- George Sand fa anche un'apparizione in Zorro. L'inizio della leggenda (2005) di Isabel Allende, interpretando una giovane ragazza innamorata di Diego de la Vega (Zorro).
- La relazione tra George Sand e Fryderyk Chopin è al centro del romanzo L'amante di Chopin (2023) di Rita Charbonnier.

### Musica
- Cole Porter nel 1933 ha composto la canzone George Sand, dove si narra l'amore della scrittrice per de Musset, per il musical Nymph Errant.
- Gli Ambrosia hanno scritto la canzone Danse With Me, George (Chopin's Plea), basandosi sul rapporto tra Chopin e la scrittrice[76], contenuta nell'album del 1976 Somewhere I've Never Travelled.
- Catherine Lara ha invece inciso nel 1992 un disco intitolato Sand et les Romantiques : Un musical rock symphonique[77].
- George Sand è inoltre un brano di François Hadji-Lazaro, inserito nell'album François détexte Topor del 1996[78].
- Nel 2007 Céline Dion pubblica il suo album D'elles dedicato alla poesia femminile; fra i brani contenuti c'è anche Lettre de George Sand à Alfred de Musset, ovvero il testo della lettera di George Sand a Alfred de Musset del 12 maggio 1834 musicata da Erick Benzi[79].

## Ascendenza
|                                                          |                   |                                 | Genitori                                                                       |  |  | Nonni |  |  | Bisnonni     |  |  | Trisnonni      |  |
|                                                          |                   |                                 |                                                                                |  |  |       |  |  | Claude Dupin |  |  | Philippe Dupin |  |
|                                                          |                   |                                 |                                                                                |  |  |       |  |  | Claude Dupin |  |  | Philippe Dupin |  |
|                                                          |                   | Jeanne Denis                    |                                                                                |  |  |       |  |  | Claude Dupin |  |  |                |  |
| Louis Claude Dupin de Franceuil                          |                   |                                 |                                                                                |  |  |       |  |  | Claude Dupin |  |  |                |  |
|                                                          |                   | Marie Jeanne Bouilhat de Laleuf | François Bouilhat, signore di Laleuf                                           |  |  |       |  |  |              |  |  |                |  |
|                                                          |                   | Marie Jeanne Bouilhat de Laleuf | François Bouilhat, signore di Laleuf                                           |  |  |       |  |  |              |  |  |                |  |
|                                                          |                   | Marie Jeanne Bouilhat de Laleuf | Françoise de Sainte-Marie                                                      |  |  |       |  |  |              |  |  |                |  |
| Maurice Dupin de Franceuil                               |                   | Marie Jeanne Bouilhat de Laleuf |                                                                                |  |  |       |  |  |              |  |  |                |  |
|                                                          |                   | Moritz von Sachsen              | August II, re di Polonia, granduca di Lituania e principe elettore di Sassonia |  |  |       |  |  |              |  |  |                |  |
|                                                          |                   | Moritz von Sachsen              | August II, re di Polonia, granduca di Lituania e principe elettore di Sassonia |  |  |       |  |  |              |  |  |                |  |
|                                                          |                   | Moritz von Sachsen              | Aurora von Königsmarck                                                         |  |  |       |  |  |              |  |  |                |  |
| Marie-Aurore de Saxe, signora di Venières                |                   | Moritz von Sachsen              |                                                                                |  |  |       |  |  |              |  |  |                |  |
|                                                          |                   | Marie Geneviève Rinteau         | Claude Louis Rinteau                                                           |  |  |       |  |  |              |  |  |                |  |
|                                                          |                   | Marie Geneviève Rinteau         | Claude Louis Rinteau                                                           |  |  |       |  |  |              |  |  |                |  |
|                                                          |                   | Marie Geneviève Rinteau         | Marie Anne Dupuy                                                               |  |  |       |  |  |              |  |  |                |  |
| George Sand (pseudonimo di Amandine Aurore Lucile Dupin) |                   | Marie Geneviève Rinteau         |                                                                                |  |  |       |  |  |              |  |  |                |  |
|                                                          | Antoine Delaborde | Antoine Delaborde               |                                                                                |  |  |       |  |  |              |  |  |                |  |
|                                                          | Antoine Delaborde | Antoine Delaborde               |                                                                                |  |  |       |  |  |              |  |  |                |  |
|                                                          | Antoine Delaborde | Anne Legouas                    |                                                                                |  |  |       |  |  |              |  |  |                |  |
| Antoine Claude Delaborde                                 | Antoine Delaborde |                                 |                                                                                |  |  |       |  |  |              |  |  |                |  |
|                                                          |                   | Andrée Percheron                | Henri Percheron                                                                |  |  |       |  |  |              |  |  |                |  |
|                                                          |                   | Andrée Percheron                | Henri Percheron                                                                |  |  |       |  |  |              |  |  |                |  |
|                                                          |                   | Andrée Percheron                | Andrée Tondu                                                                   |  |  |       |  |  |              |  |  |                |  |
| Antoinette Sophie Victoire Delaborde                     |                   | Andrée Percheron                |                                                                                |  |  |       |  |  |              |  |  |                |  |
|                                                          |                   | Jean Georges Cloquard           | Joseph Cloquard                                                                |  |  |       |  |  |              |  |  |                |  |
|                                                          |                   | Jean Georges Cloquard           | Joseph Cloquard                                                                |  |  |       |  |  |              |  |  |                |  |
|                                                          |                   | Jean Georges Cloquard           | Marie Quenos                                                                   |  |  |       |  |  |              |  |  |                |  |
| Marie Anne Cloquard                                      |                   | Jean Georges Cloquard           |                                                                                |  |  |       |  |  |              |  |  |                |  |
|                                                          |                   | Marie Anne Bouclet              | …                                                                              |  |  |       |  |  |              |  |  |                |  |
|                                                          |                   | Marie Anne Bouclet              | …                                                                              |  |  |       |  |  |              |  |  |                |  |
|                                                          |                   | Marie Anne Bouclet              | …                                                                              |  |  |       |  |  |              |  |  |                |  |
|                                                          |                   | Marie Anne Bouclet              |                                                                                |  |  |       |  |  |              |  |  |                |  |